# Tadeusz Paczkowski
Tadeusz Paczkowski (ur. 4 kwietnia 1897 w Poznaniu, zm. 12 listopada 1973 tamże) – polski dziennikarz, Powstaniec Wielkopolski.

## Życiorys
Był synem Józefa i Marii Borys. Początkowo uprawiał sport w organizacjach Harcerskich.Działał w nielegalnej organizacji im Tomasza Zana. W czasie I wojny światowej został członkiem Polskiej Organizacji Wojskowej. Był uczestnikiem Powstania Wielkopolskiego. Do 18 lutego 1919 był w składzie 1 kompanii harcerskiej pod dowództwem W. Wierzejskiego. Następnie został wcielony do 1 Pułku Strzelców Wielkopolskich. W sierpniu 1921 został przeniesiony do rezerwy w stopniu plutonowego. Następnie oficerem Wojska Polskiego. Karierę dziennikarską rozpoczął w 1921 roku. Został dziennikarzem w gazecie Postęp.Jego artykuły ukazywały się w Żołnierzu Wielkopolskim i Tygodniku Junak. Był kierownikiem poznańskich oddziałów gazet 7 groszy i Polonia. Jego korespondencje ukazywały się w gazetach Sport i Raz, Dwa, Trzy. Był odznaczony Krzyżem Kawalerskim Orderu Odrodzenia Polski, Krzyżem Niepodległości, Srebrnym Krzyżem Zasługi, Wielkopolskim Krzyżem Powstańczym. Został pochowany na Cmentarzu Junikowo w Poznaniu.